# TV Vorwärts Breslau

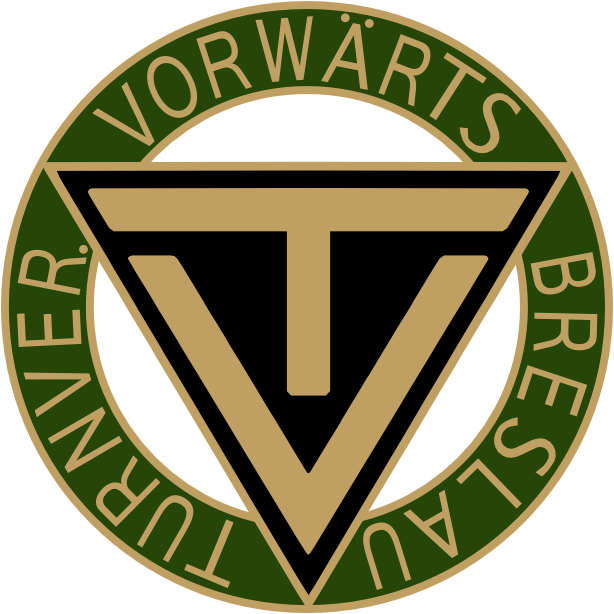
Logo des TV Vorwärts Breslau

Der Turnverein Vorwärts Breslau (TV Vorwärts Breslau) war ein deutscher Sportverein aus der schlesischen Hauptstadt Breslau, der vor allem durch seine Handballabteilung überregional bekannt wurde.

## Geschichte
Am 17. September 1861 wurde der Verein durch unzufriedene Mitglieder des ATV Breslau als „TV Vorwärts Breslau“ gegründet. 
Am 6. Juni 1906 verließen die unzufriedener Sportler den Verein und gründeten den eigenen Verein SC Pfeil Breslau (später: Breslauer FV 06).
Mit dem Ende des Zweiten Weltkrieges hörte der Verein auf zu existieren.

## Erfolge
- Großfeldhandball, Frauen: Deutscher Meister 1929, 1930, 1931 und 1932

## Bekannte Turner und Sportler
- Rudolf Kobs
- August Mühlner
- Erich Stoschek
- Paul Urbanczyk
- Theodor Urbanczyk